# 22. stoljeće
◄ | 2. tisućljeće | 3. tisućljeće | 4. tisućljeće | ►
◄ | 20. stoljeće | 21. stoljeće | 22. stoljeće | 23. stoljeće | 24. stoljeće | ►
2100-ih | 2110-ih | 2120-ih | 2130-ih | 2140-ih | 2150-ih | 2160-ih | 2170-ih | 2180-ih | 2190-ih
22. stoljeće je je razdoblje od 2101. do  2200. godine.

## Vanjske poveznice
|  | Zajednički poslužitelj ima još gradiva o temi 22. stoljeće |